# Комитет по архитектуре и градостроительству Московской области
Комитет по архитектуре и градостроительству Московской области (сокращенное название «Мособлархитектура») — центральный исполнительный орган государственной власти Московской области специальной компетенции.
Мособлархитектура осуществляет исполнительно-распорядительную деятельность и реализует государственную политику на территории Московской области в сферах архитектурно-художественных обликов городов и иных населенных пунктов, архитектуры и отдельных направлений градостроительной деятельности.
Комитет по архитектуре и градостроительству Московской области создан путем преобразования Главного управления архитектуры и градостроительства Московской области постановлением губернатора Московской области. Мособлархитектура работает в новом статусе с 1 января 2019 года.

## Руководство
- Княжевская, Юлиана Владимировна с 30 апреля 2014 года возглавляет Комитет параллельно с Гордиенко[2].
- Гордиенко, Владислав Валерьевич с января 2019 года председатель Комитета[3].

## Критика
Деятельность Мособлархитектуры как в старом, так и в новом статусе, регулярно подвергается серьёзной критике общественности, граждан, представителей бизнеса и даже других государственных организаций. Среди систематически обсуждаемых в прессе примеров последних лет можно назвать, например:
- обвинения в подлоге документов. Так, на обсуждение во время публичных слушаний генерального плана городского округа Подольск был представлен один документ, который подразумевал разрешение на возведение жилой застройки не выше 4 этажей, а в качестве окончательного варианта Комитетом по архитектуре и градостроительству Московской области был представлен не обсуждавшийся на слушаниях вариант, который позволял увеличить этажность застройки до 17 этажей[4];
- обвинения в том, что материалы комитета нарушают экологические нормы. Так, Комитет утвердил Генеральный План и Правила землепользования и застройки Мытищ, нарушающие нормативы водоохраны и разрешающие строительство в водоохраной зоне Мосводоканала. Нарушение этих норм было установлено в судах, вплоть до Верховного Суда РФ[5], который признал эти документы частично недействующими[6][7][8];
- комитет по архитектуре и градостроительству Московской области обвинялся в том, что он, проигнорировав «… все поручения Администрации Президента, обращения Патриарха и известных деятелей культуры, все замечания жителей, все требования закона, все интересы сохранения и развития исторического города, защиты экологии» обманул жителей Звенигорода, подготовив градостроительную документацию, которая позволит застройщикам, уничтожить исторический облик этого города[9]. Отвечая на претензии местных жителей о том, что предполагаемая зона застройки уничтожит созданный ими музей под открытым небом, посвящённый обороне Москвы, пресс-секретарь Московской области заявила, что подготовленные Комитетом планы землепользования в Одинцовском районе, не предполагают ''тотальной'' застройки самых ценных культурных ландшафтов. Само наличие планов по такой застройке, таким образом, не отрицалось[10];
- Комитет обвиняют в закрытости, нежелании контактировать с посетителями. «… мы пришли в комитет по архитектуре и градостроительству Московской области, а попали, как выяснилось, в частный бизнес-центр. Чиновники подмосковного правительства под серьёзной охраной — КПП, ресепшн и полностью закрытый режим. Посетителей здесь не принимают…»[11].